# Stefan Krech
Stefan Krech (ur. 1913, zm. ?) – zbrodniarz hitlerowski, SS-Oberschütze i strażnik w KL Mühldorf – podobozie niemieckiego obozu koncentracyjnego Dachau.
Obywatel rumuński narodowości niemieckiej. Członek Waffen-SS od czerwca 1943 (przedtem pełnił służbę w armii rumuńskiej). W sierpniu 1944 został skierowany do służby w podobozie KL Dachau – Mühldorf. Od lutego 1945 Krech był wartwonikiem w tzw. leśnym podobozie Mühldorfu – Mittergess, gdzie bił więźniów. Raz ze skutkiem śmiertelnym. Pod koniec kwietnia 1945 uczestniczył w ewakuacji Mühldorf. Mordował więźniów niezdolnych do dalszego marszu.
Osądzony przez amerykański Trybunał Wojskowy w Dachau (wraz z innymi esesmanem Nikolausem Kahlesem) w dniach 16–18 czerwca 1947. Skazany został na karę śmierci przez powieszenie. Wyrok zamieniono w akcie łaski na dożywocie.